# Syncom–3
A Syncom–3 amerikai geostacionárius távközlési műhold.

## Küldetés
Televíziós átjátszójával, széles sávú csatornájával különféle kommunikációs tesztek mellett, az egyik feladata volt az 1964. évi nyári olimpiai játékok eseményeinek közvetítése Japánból Amerikába. A vietnámi háborúban a hadsereg kommunikációját segítette.

## Jellemzői
1964. augusztus 19-én a Cape Canaveral rakétakilövő bázisról Thor Delta D típusú hordozórakétával juttatták Föld körüli, geostacionárius pályára. Több manővert hajtott végre (hidrogén-peroxid és két nitrogén segédfúvóka alkalmazásával), hogy pályája megfelelő magasságú és a Földdel megegyező sebességű legyen, a manővereket szeptember 23-ig befejezték. Az orbitális egység keringési pályája 23 óra, 56 perc, 4,1 másodperc, 0,1 fok hajlásszögű, a pálya magassága 35 786 km az átlagos tengerszint fölött. Aktív szolgálati ideje 1969 áprilisában befejeződött.

### Syncom műhold
A műhold tömege 68 kilogramm volt. Hasznos tömege 39 kg. Formája henger, amit 3840 szilícium-napelem lapocska takart, biztosítva a működéshez szükséges energiát. Méretei: átmérője 71 centiméter, magassága 39 centiméter. A nikkel-kadmium akkumulátorok 29 watt energiát biztosítottak, amit a 3840 szilícium-napelem lapocska segítségével folyamatosan feltöltöttek, hogy a Föld árnyékában is működőképes legyen.

## Külső hivatkozások
- Syncom–3. nasa.gov. (Hozzáférés: 2012. december 4.)

| Elődje: Syncom–2 | Syncom 1963–1964 | Utódja: Új program |